# シュコダ9Tr
シュコダ9Tr（チェコ語: Škoda 9Tr）は、チェコのシュコダ（シュコダ・オストロフ）が開発・生産したトロリーバス車両。7,300両以上の大量生産が実施され、世界各国に導入された。

## 概要
1961年まで製造が行われたトロリーバス車両のシュコダ8Trの後継として開発された車種。モノコック構造を採用した車体デザインはシュコダ8Trから変更されており、乗降扉は基本的に3箇所設けられているが、ソビエト連邦（ソ連）向けの車種に関しては前後の2箇所に設置されている。
主電動機は両車軸の間に垂直方向に設置され、動力はカルダンシャフトを介して後軸へと伝達される。制動装置は後部の車軸に作用する減速用の電気ブレーキ、同じく後部の車軸に作用する機械式パーキングブレーキ、全ての車軸に対応する空気ブレーキが備わっている。車軸と車台を繋ぐサスペンションは板ばねが用いられている。

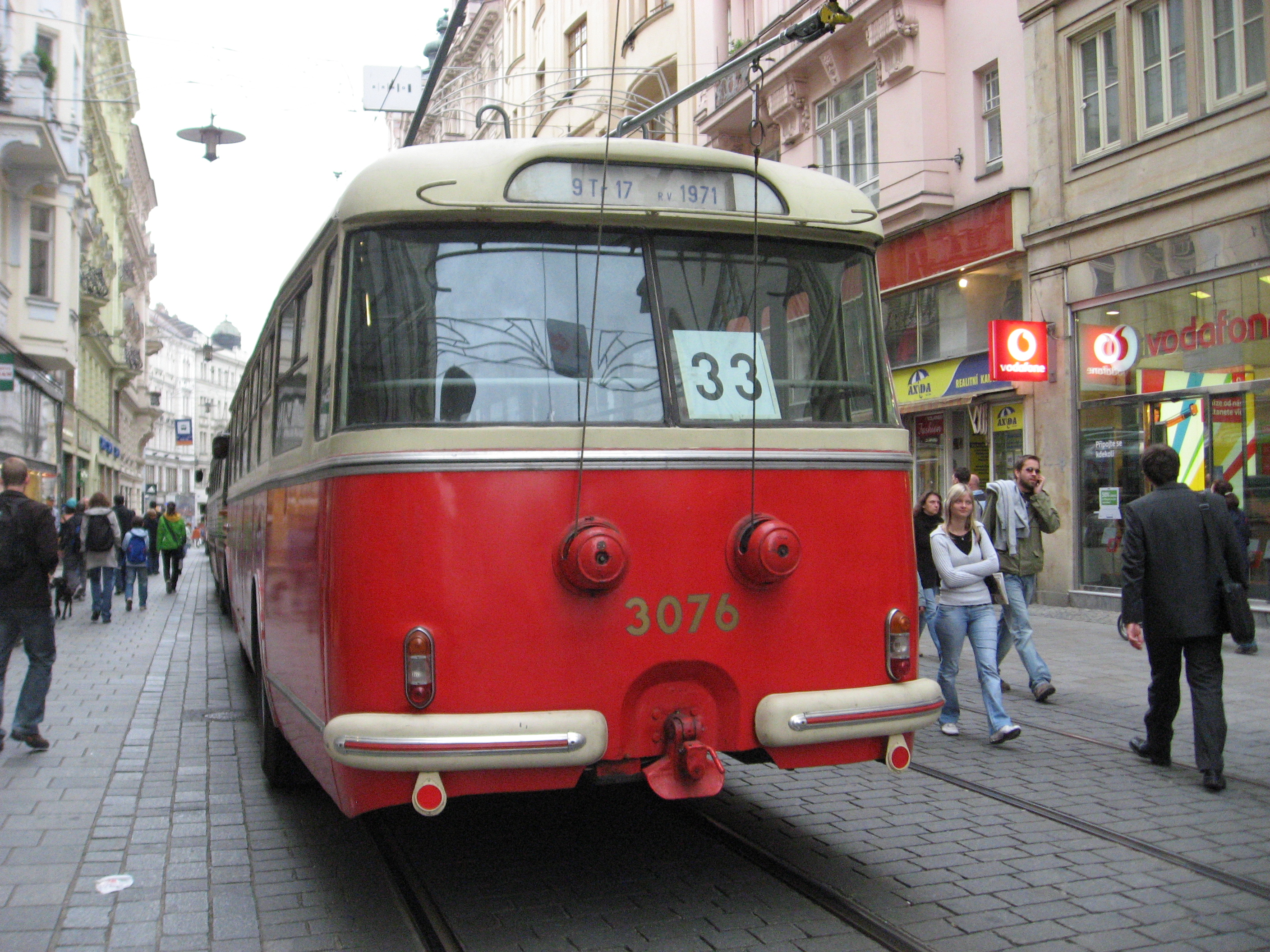
後方（ブルノ）
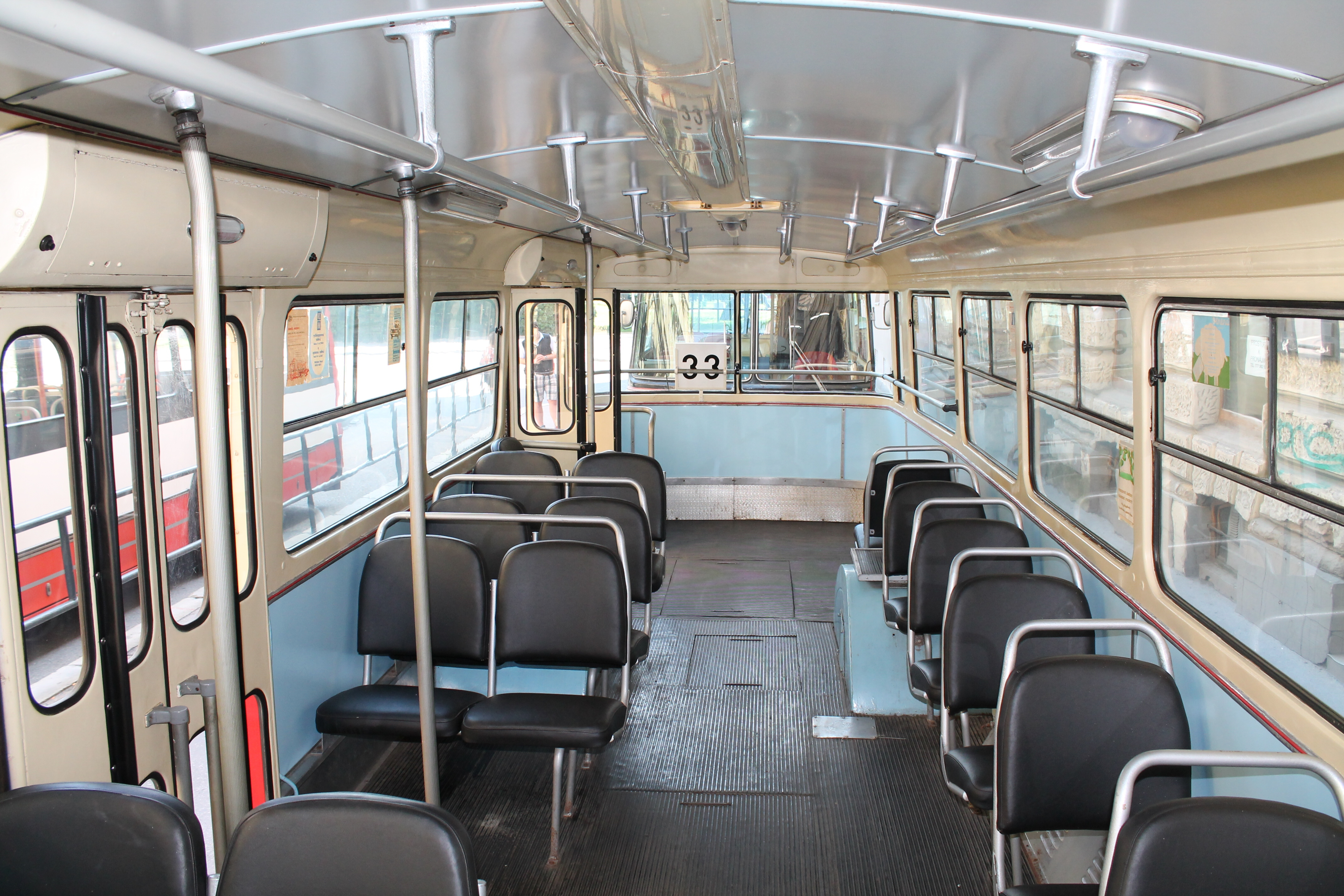
車内（後方、ブルノ）
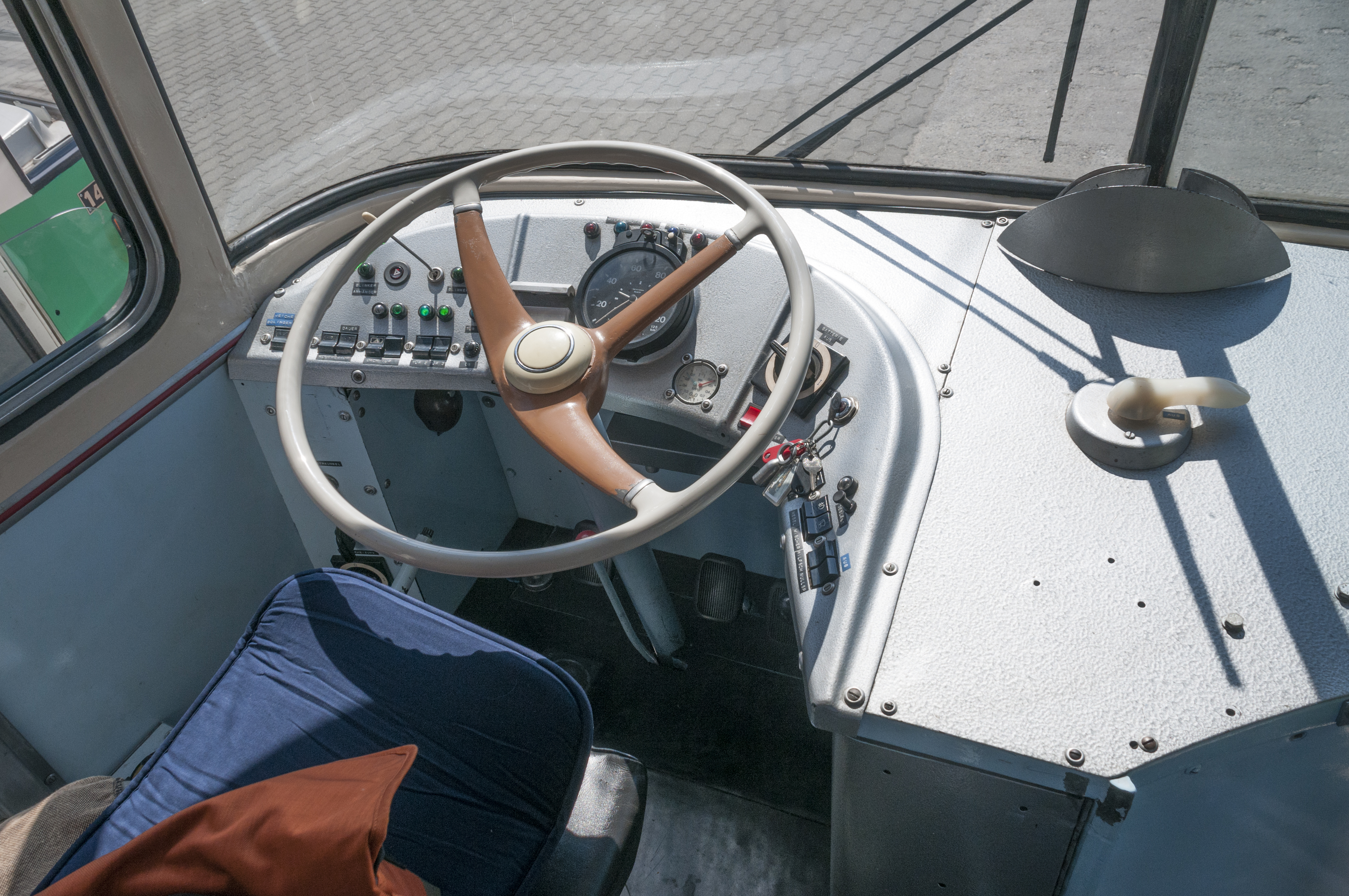
運転台（エーベルスヴァルデ）

## 運用・車種
最初の車両となった試作車は1957年に製造され、その後3年間プラハを始め各地でデモンストレーション走行を実施したのち、1960年11月30日からチェコスロバキア（現：チェコ）のプルゼニ（プルゼニ・トロリーバス）で営業運転を開始した。この試作車は先代の車種であるシュコダ8Trと類似した外見を有していたが、同年に車体設計を変更した2両目の試作車が落成し、これを基に1961年以降量産車の製造が始まった。そして、計29次の量産を経て1982年の生産終了までにチェコスロバキア、ソ連、ブルガリア、アフガニスタン、インド、ノルウェーなど世界各地の都市への導入が実施された。その両数は7,372両、もしくは7,439両とされており、ソ連で製造されたZiU-9、ZiU-5に次ぎ、世界で3番目に多く製造されたトロリーバス車両となった。
1970年代以降、機器の技術進歩に合わせてこのシュコダ9Trについても電気機器やステアリング機構を改良した下記の車種の生産が実施され、各都市に導入された。ただし、製造数の大半を占めたソ連向けに関しては信頼性の高さや頑丈さ、修繕の容易さが求められた事から旧来の機器を備えたシュコダ9Trの生産が続けられた。
- シュコダ9TrT、シュコダ9TrBKR - 消費電力の削減が図られる電機子チョッパ制御装置を搭載した試作車。1970年と1972年にかけて製造され、チェコスロバキア各都市で試運転が行われた。
- シュコダ9TrH - 油圧パワーステアリングを採用し、運転性を向上させた形式。1977年以降製造が行われた。
- シュコダ9TrHT - 油圧パワーステアリングに加え、電機子チョッパ制御装置を採用した形式。1979年以降1981年までチェコスロバキアやブルガリア各都市に向けて製造された。

また、これら以外に旧ソ連に導入された車両のうち一部は2両を連結した総括制御運転に対応可能な車両として製造され、後方に連結される車両については前照灯など一部機器の省略が行われていた。これらの車両について、製造元のシュコダではシュコダ12Trと呼ばれ区別が行われていた。
世界各国へ導入されたシュコダ9Trであったが、生産が終了した1980年代以降は各都市で後継車両への置き換えが進み、旧：チェコスロバキアの都市ではイフラヴァ（イフラヴァ・トロリーバス）での1997年の引退を最後に全車両が定期運用から退いた。一方で旧：ソ連のウクライナの都市では21世紀に入っても多数のシュコダ9Trが営業運転に使用され、最後の都市となったリウネ（リウネ・トロリーバス）では2020年10月に一度引退しながらも、歴史的な価値が評価され翌11月から再度営業運転に復帰している。他にもチェコやスロバキアを始め世界各国に保存車両があり、動態保存が行われている事例も多い。

## 導入都市一覧
以下、シュコダ9Trが導入された都市を記す。国名や都市名は2021年現在のものを用いる他、ウクライナについては同年時点で主権が及んでいない地域も含む。
| シュコダ9Tr 導入都市一覧 | シュコダ9Tr 導入都市一覧                                                  | シュコダ9Tr 導入都市一覧 | シュコダ9Tr 導入都市一覧 |
| 導入国                   | 都市                                                                      | 備考                     |                          |
| ------------------------ | ------------------------------------------------------------------------- | ------------------------ | ------------------------ |
| アフガニスタン           | カーブル                                                                  | [ 16 ]                   |                          |
| アルメニア               | エレバン (エレバン・トロリーバス)                                         |                          |                          |
| アゼルバイジャン         | バクー (バクー・トロリーバス)                                             |                          |                          |
| アゼルバイジャン         | ギャンジャ                                                                |                          |                          |
| ブルガリア               | プロヴディフ (プロヴディフ・トロリーバス)                                 | [ 17 ]                   |                          |
| ブルガリア               | ソフィア (ソフィア・トロリーバス)                                         | [ 18 ]                   |                          |
| チェコ                   | ブルノ (ブルノ・トロリーバス)                                             | [ 19 ]                   |                          |
| チェコ                   | チェスケー・ブジェヨヴィツェ (チェスケー・ブジェヨヴィツェ・トロリーバス) | [ 20 ] [ 21 ]            |                          |
| チェコ                   | ジェチーン (ジェチーン・トロリーバス)                                     | [ 22 ]                   |                          |
| チェコ                   | フラデツ・クラーロヴェー (フラデツ・クラーロヴェー・トロリーバス)         | [ 23 ]                   |                          |
| チェコ                   | イフラヴァ (イフラヴァ・トロリーバス)                                     | [ 24 ]                   |                          |
| チェコ                   | マリアーンスケー・ラーズニェ (マリアーンスケー・ラーズニェ・トロリーバス) | [ 25 ]                   |                          |
| チェコ                   | オパヴァ (オパヴァ・トロリーバス)                                         | [ 26 ]                   |                          |
| チェコ                   | オストラヴァ (オストラヴァ・トロリーバス)                                 | [ 27 ]                   |                          |
| チェコ                   | パルドゥビツェ (パルドゥビツェ・トロリーバス)                             | [ 28 ]                   |                          |
| チェコ                   | プルゼニ (プルゼニ・トロリーバス)                                         | [ 29 ]                   |                          |
| チェコ                   | テプリツェ (テプリツェ・トロリーバス)                                     | [ 30 ]                   |                          |
| チェコ                   | ズリーン オトロコヴィツェ (ズリーン/オトロコヴィツェ・トロリーバス)       | [ 31 ] [ 32 ]            |                          |
| ジョージア               | バトゥミ                                                                  |                          |                          |
| ジョージア               | チアトゥラ                                                                |                          |                          |
| ジョージア               | ゴリ                                                                      |                          |                          |
| ジョージア               | クタイシ                                                                  |                          |                          |
| ジョージア               | ルスタヴィ                                                                |                          |                          |
| ジョージア               | スフミ (スフミ・トロリーバス)                                             |                          |                          |
| ジョージア               | トビリシ (トビリシ・トロリーバス)                                         |                          |                          |
| エストニア               | タリン (タリン・トロリーバス)                                             |                          |                          |
| ラトビア                 | リガ (リガ・トロリーバス)                                                 |                          |                          |
| インド                   | ムンバイ                                                                  | 左側通行に対応           |                          |
| リトアニア               | カウナス (カウナス・トロリーバス)                                         |                          |                          |
| リトアニア               | ヴィリニュス (ヴィリニュス・トロリーバス)                                 |                          |                          |
| ドイツ                   | ベルリン                                                                  |                          |                          |
| ドイツ                   | ツヴィッカウ                                                              |                          |                          |
| ドイツ                   | ドレスデン                                                                |                          |                          |
| ドイツ                   | エーベルスヴァルデ (エーベルスヴァルデ・トロリーバス)                     | [ 33 ]                   |                          |
| ドイツ                   | エアフルト                                                                |                          |                          |
| ドイツ                   | ゲーラ                                                                    |                          |                          |
| ドイツ                   | グライツ                                                                  |                          |                          |
| ドイツ                   | ライプツィヒ                                                              |                          |                          |
| ドイツ                   | マクデブルク                                                              |                          |                          |
| ドイツ                   | ポツダム (ポツダム・トロリーバス)                                         |                          |                          |
| ドイツ                   | ヴァイマル                                                                |                          |                          |
| ノルウェー               | ベルゲン (ベルゲン・トロリーバス)                                         | [ 34 ]                   |                          |
| ポーランド               | グディニャ (グディニャ・トロリーバス)                                     |                          |                          |
| ポーランド               | ルブリン (ルブリン・トロリーバス)                                         |                          |                          |
| ポーランド               | オルシュティン (オルシュティン・トロリーバス)                             |                          |                          |
| ポーランド               | ワルシャワ (ワルシャワ・トロリーバス)                                     |                          |                          |
| ポーランド               | ヴァウブジフ (ヴァウブジフ・トロリーバス)                                 |                          |                          |
| ルーマニア               | ブカレスト                                                                |                          |                          |
| スロバキア               | ブラチスラヴァ (ブラチスラヴァ・トロリーバス)                             | [ 35 ]                   |                          |
| スロバキア               | プレショフ (プレショフ・トロリーバス)                                     | [ 36 ]                   |                          |
| ウクライナ               | チェルニウツィー                                                          |                          |                          |
| ウクライナ               | ドニプロ                                                                  |                          |                          |
| ウクライナ               | ハルキウ                                                                  |                          |                          |
| ウクライナ               | キエフ                                                                    |                          |                          |
| ウクライナ               | ルーツィク                                                                |                          |                          |
| ウクライナ               | ルハーンシク                                                              |                          |                          |
| ウクライナ               | リヴィウ                                                                  |                          |                          |
| ウクライナ               | リシチャンシク                                                            |                          |                          |
| ウクライナ               | ホルリフカ                                                                |                          |                          |
| ウクライナ               | リウネ                                                                    |                          |                          |
| ウクライナ               | セヴァストポリ                                                            |                          |                          |
| ウクライナ               | クリミア (クリミア・トロリーバス)                                         |                          |                          |
| ウクライナ               | テルノーピリ                                                              | [ 37 ]                   |                          |

## ギャラリー

### チェコ・スロバキア（旧：チェコスロバキア）

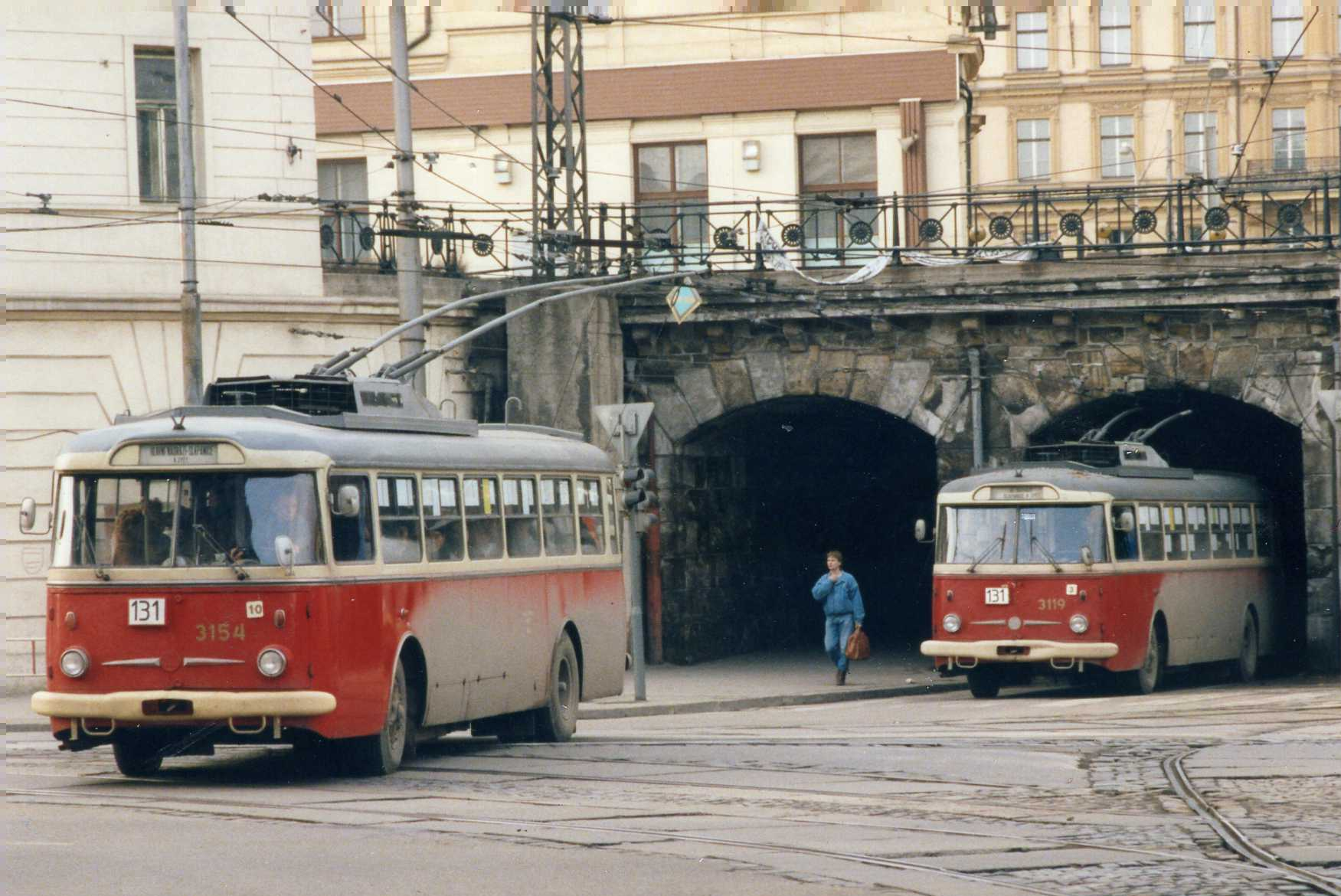
ブルノ
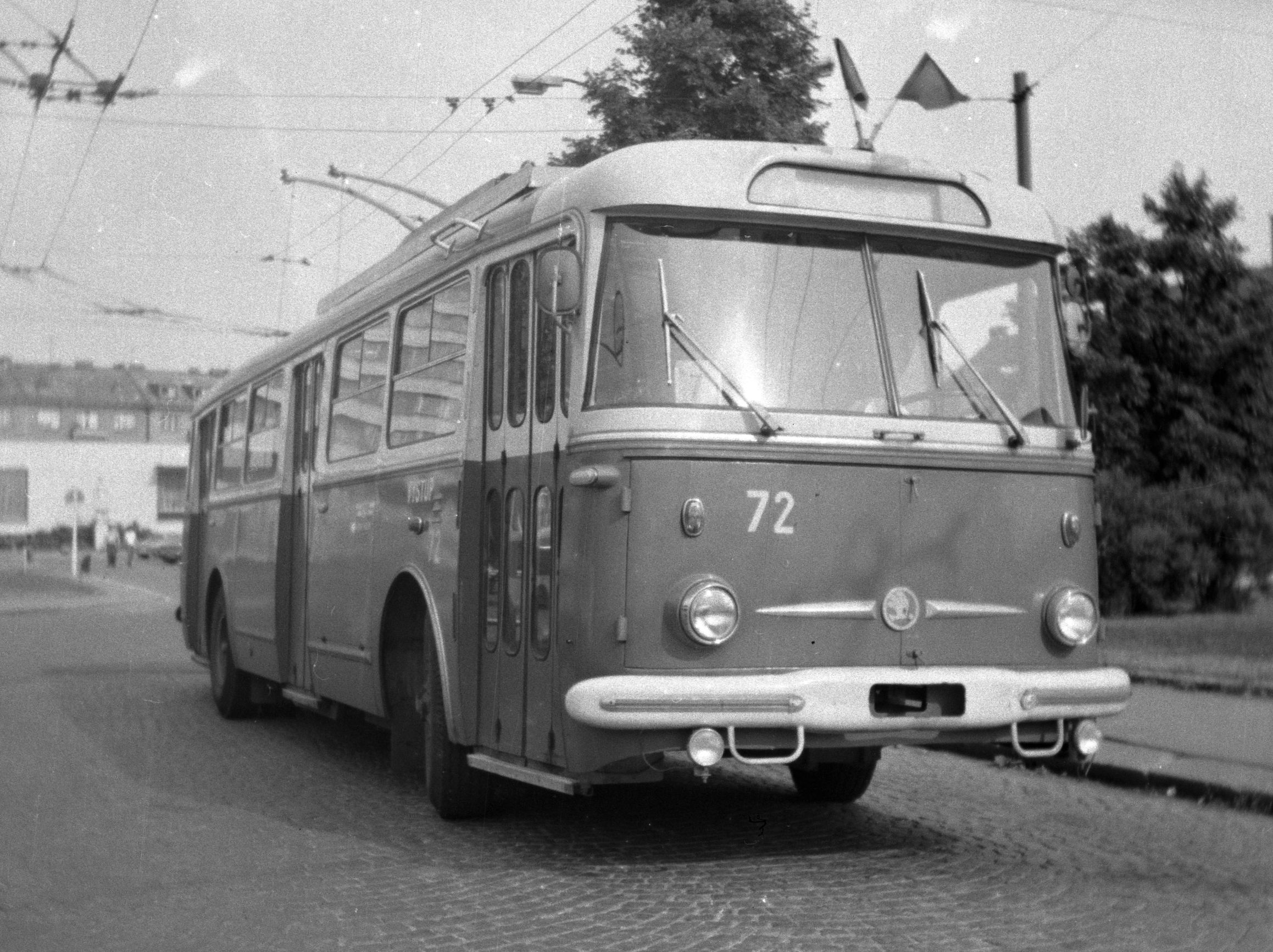
フラデツ・クラーロヴェー
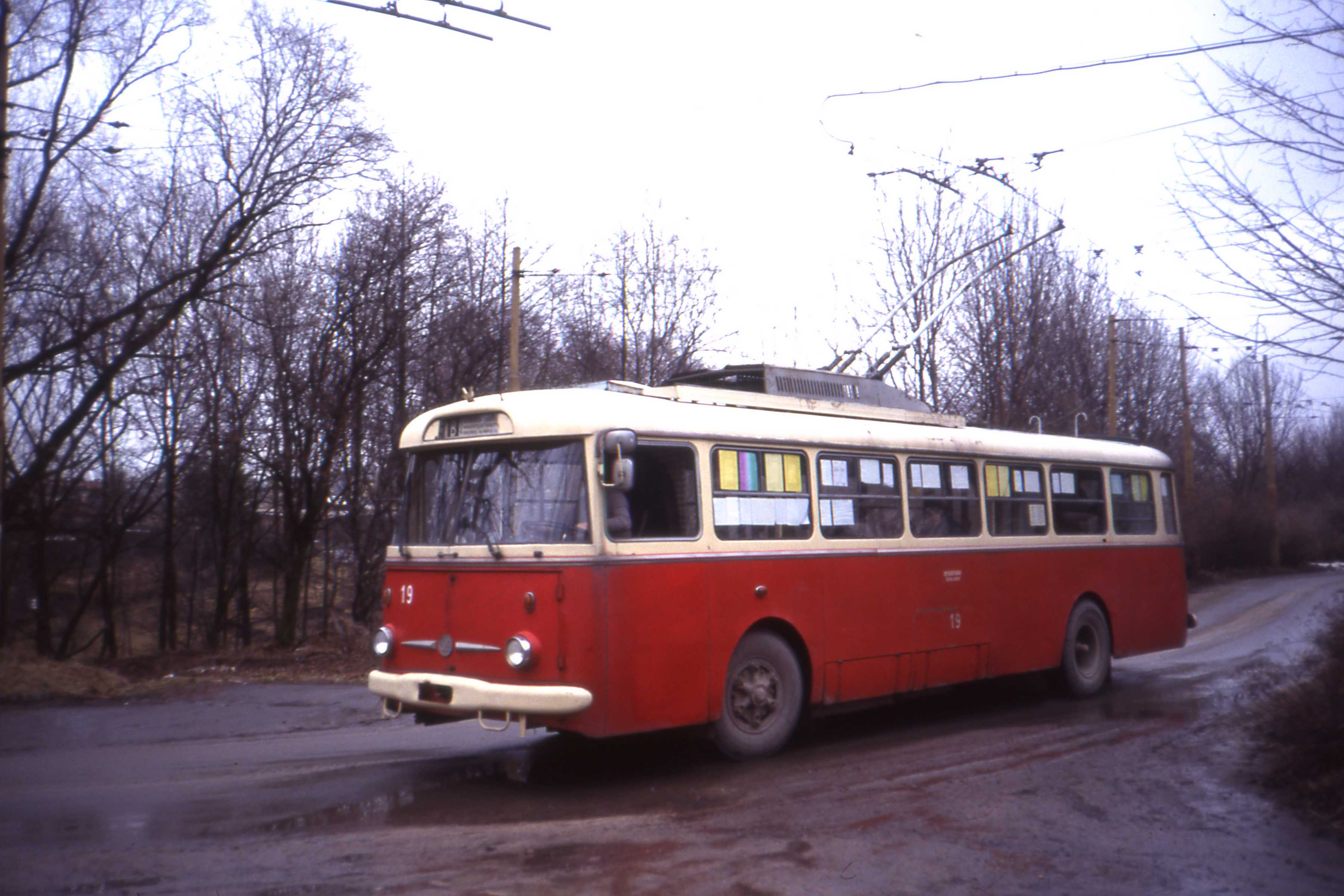
イフラヴァ
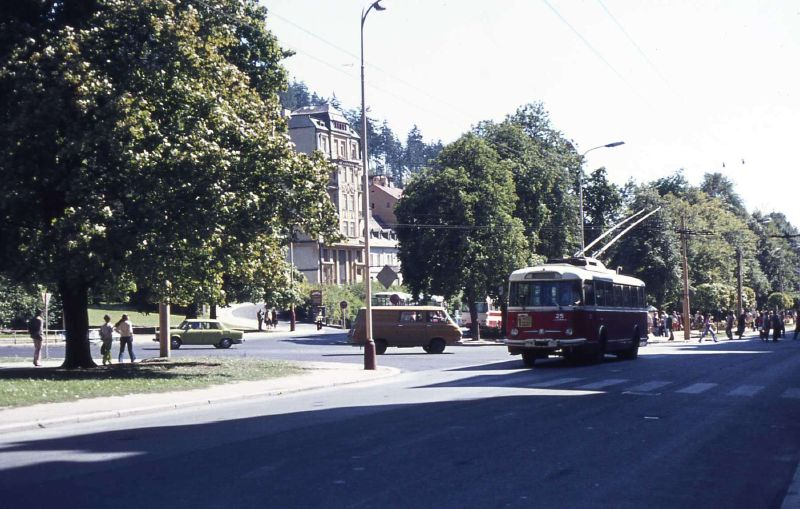
マリアーンスケー・ラーズニェ
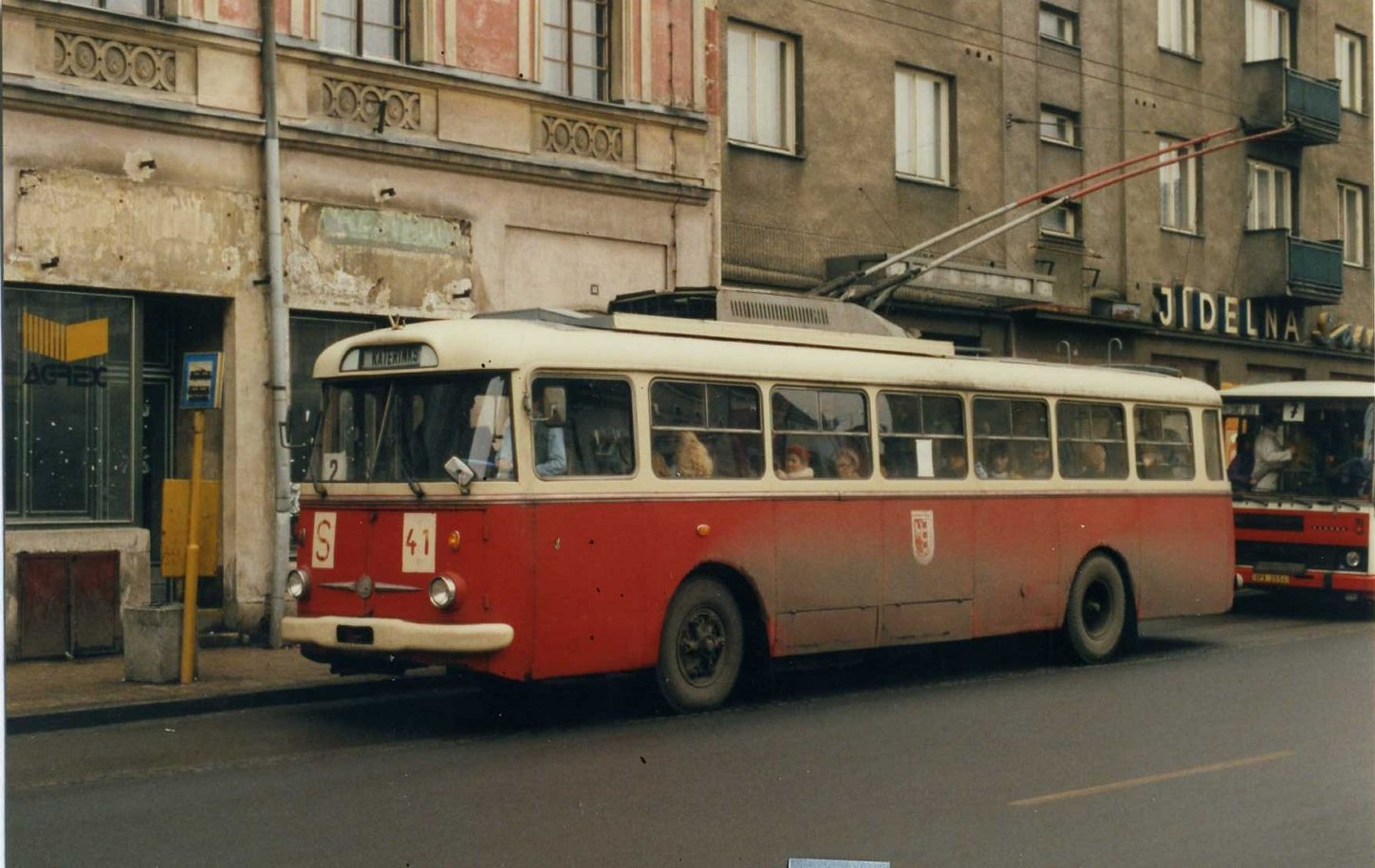
オパヴァ
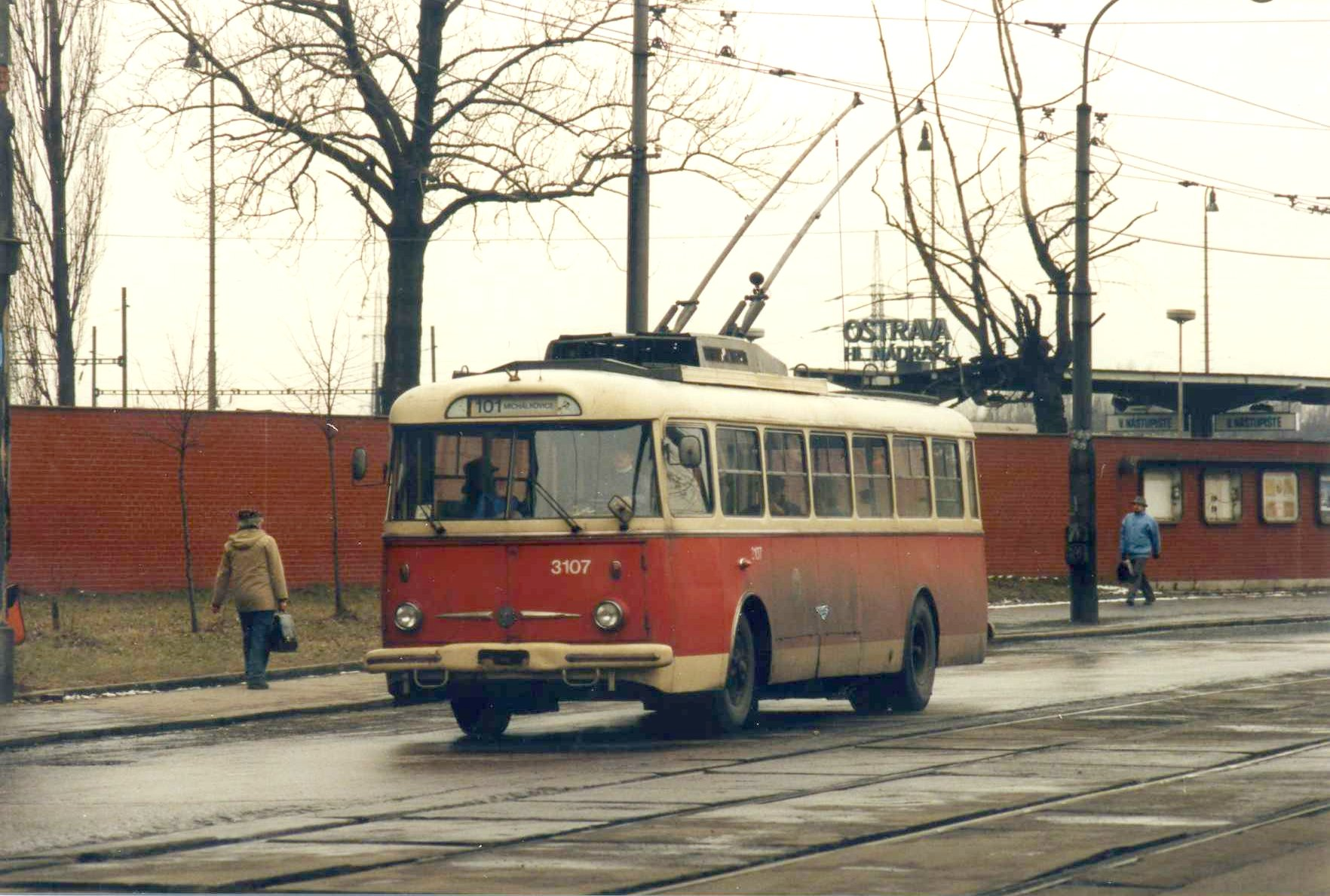
オストラヴァ
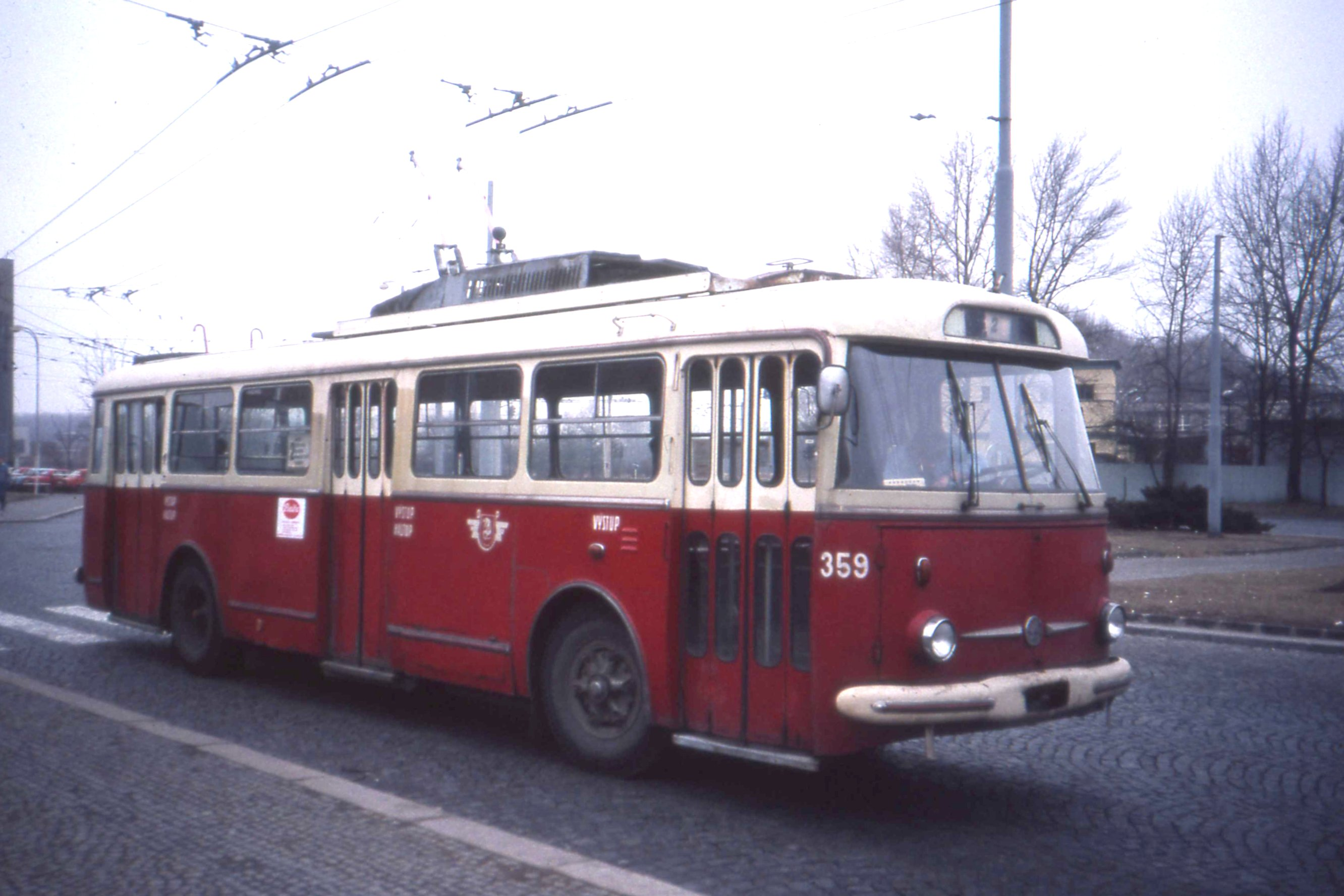
パルドゥビツェ
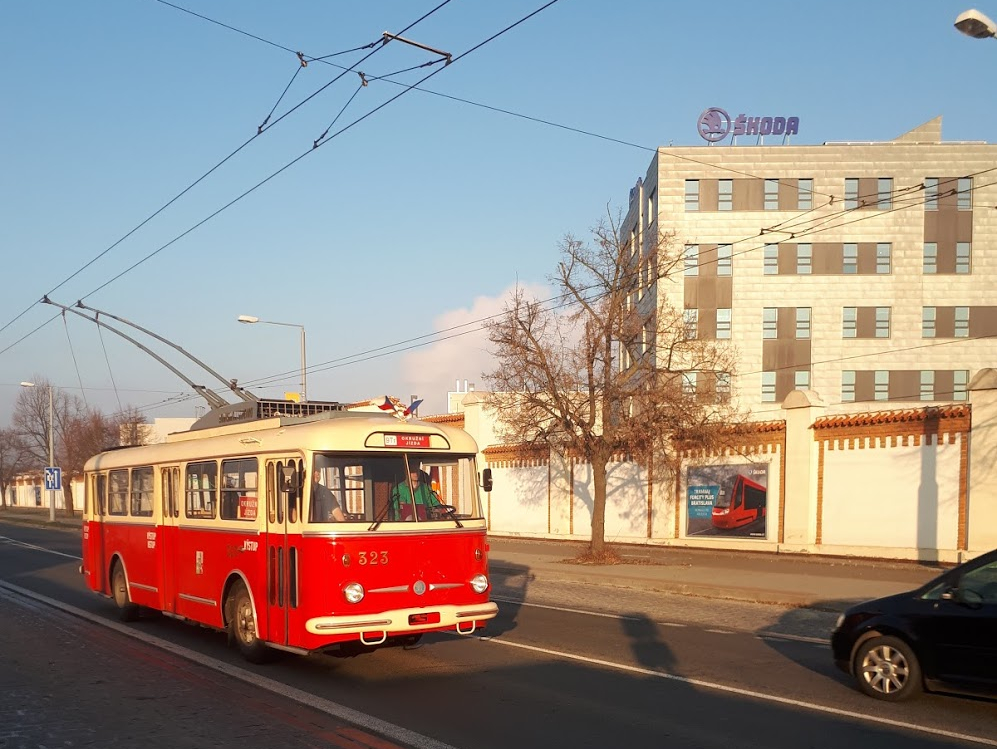
プルゼニ
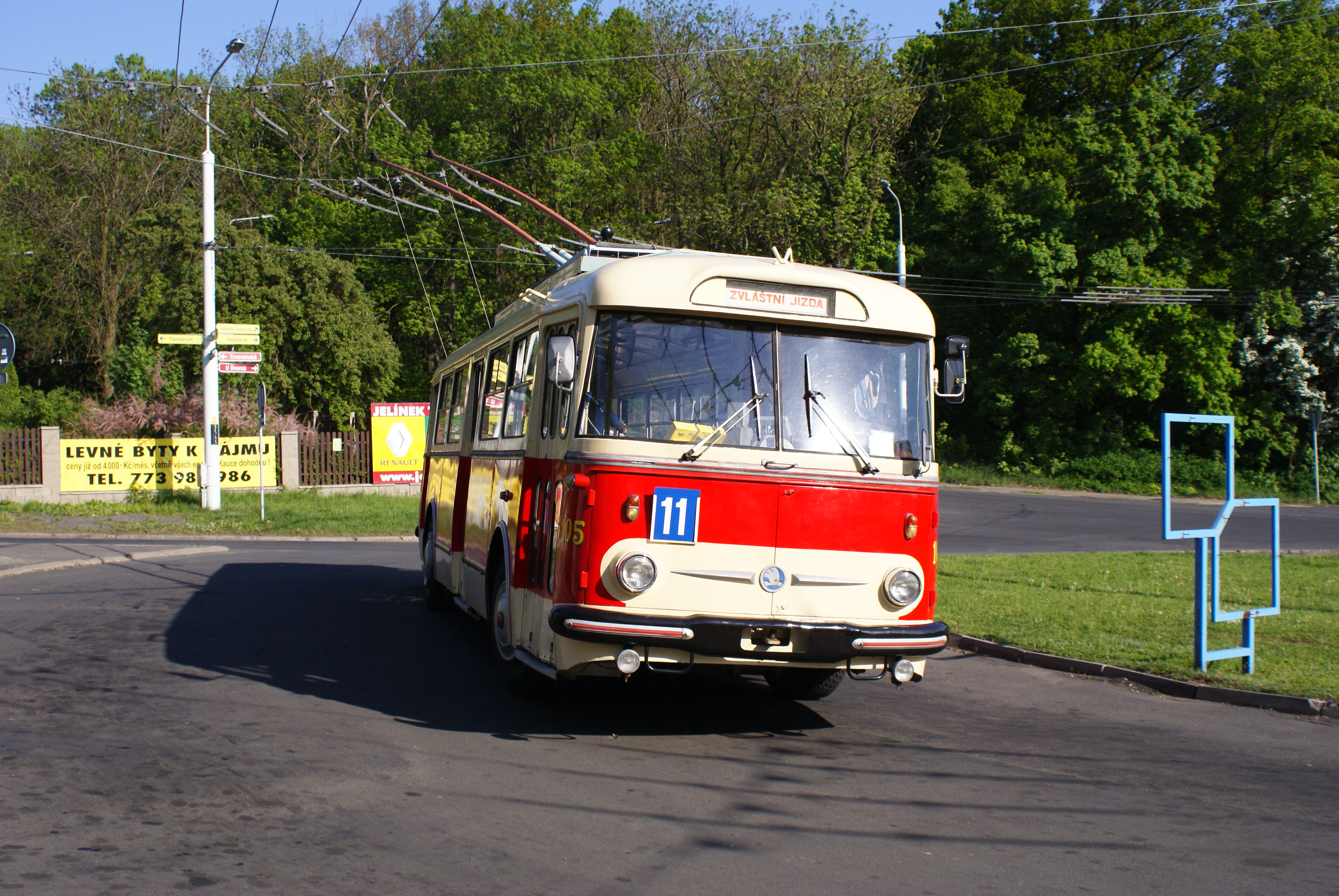
テプリツェ
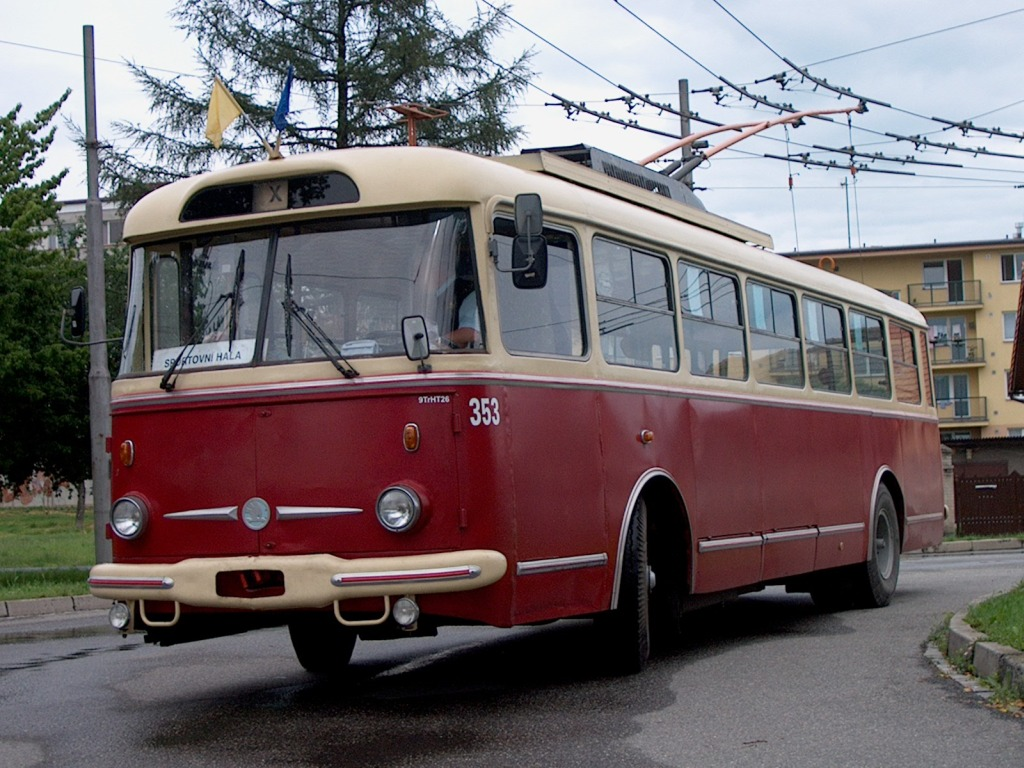
ズリーン
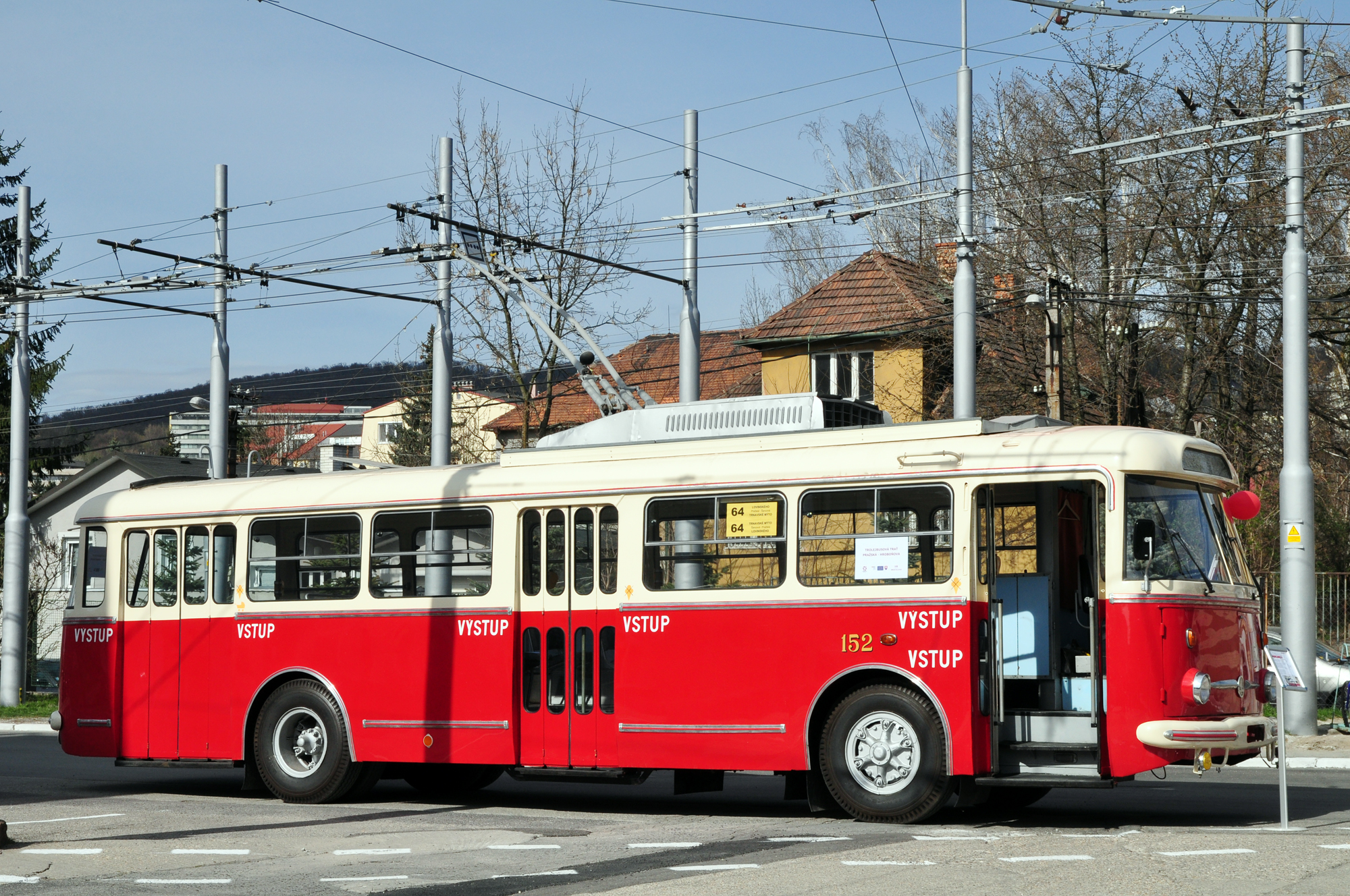
ブラチスラヴァ

### ドイツ（旧：東ドイツ）

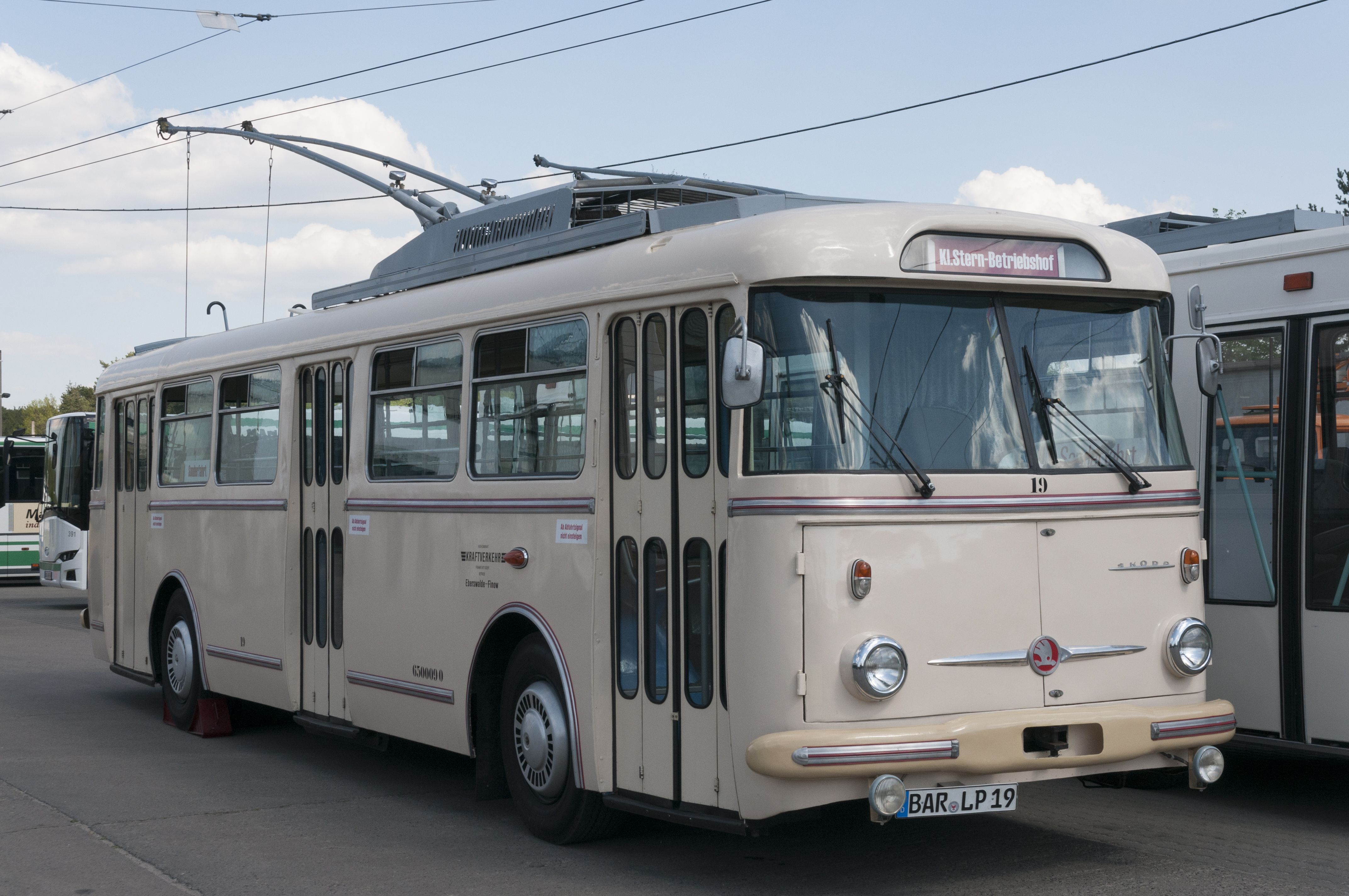
エーベルスヴァルデ
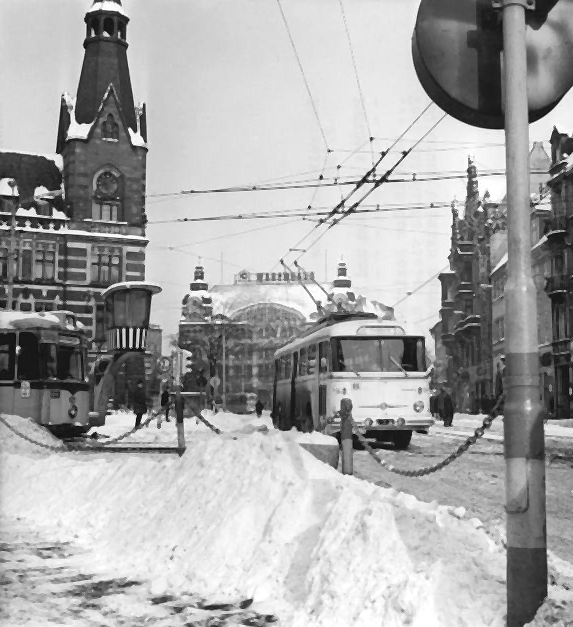
エアフルト
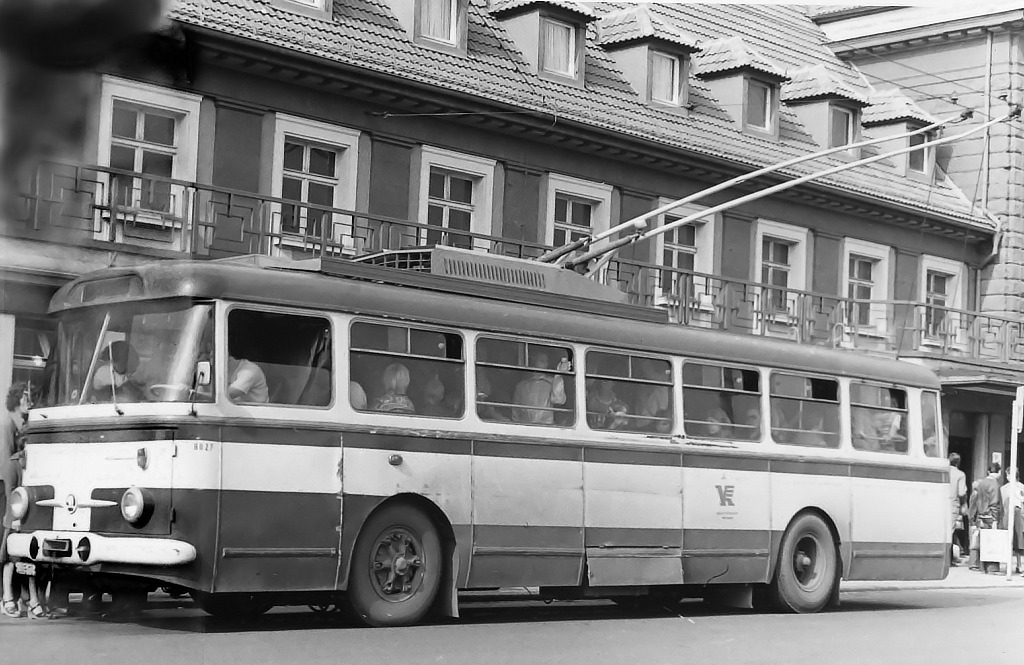
ヴァイマル
ベルリン（東ベルリン）

### ウクライナ（旧：ソビエト連邦）

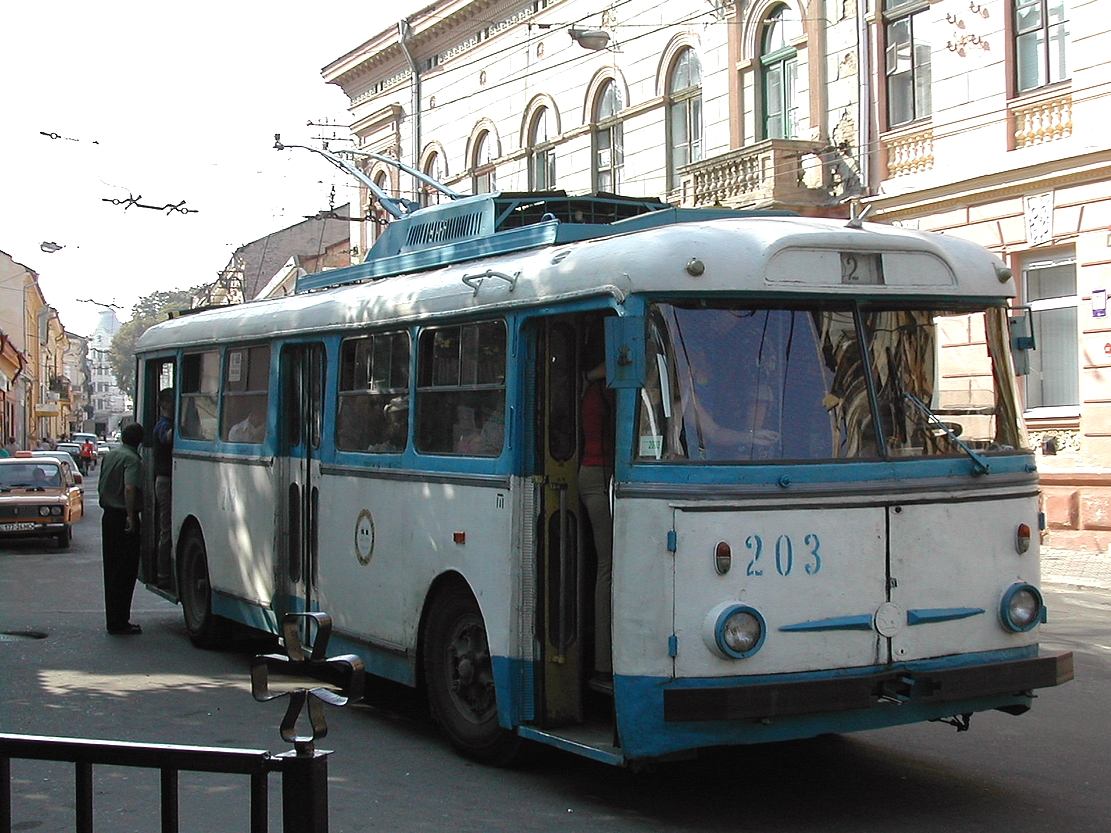
チェルニウツィー
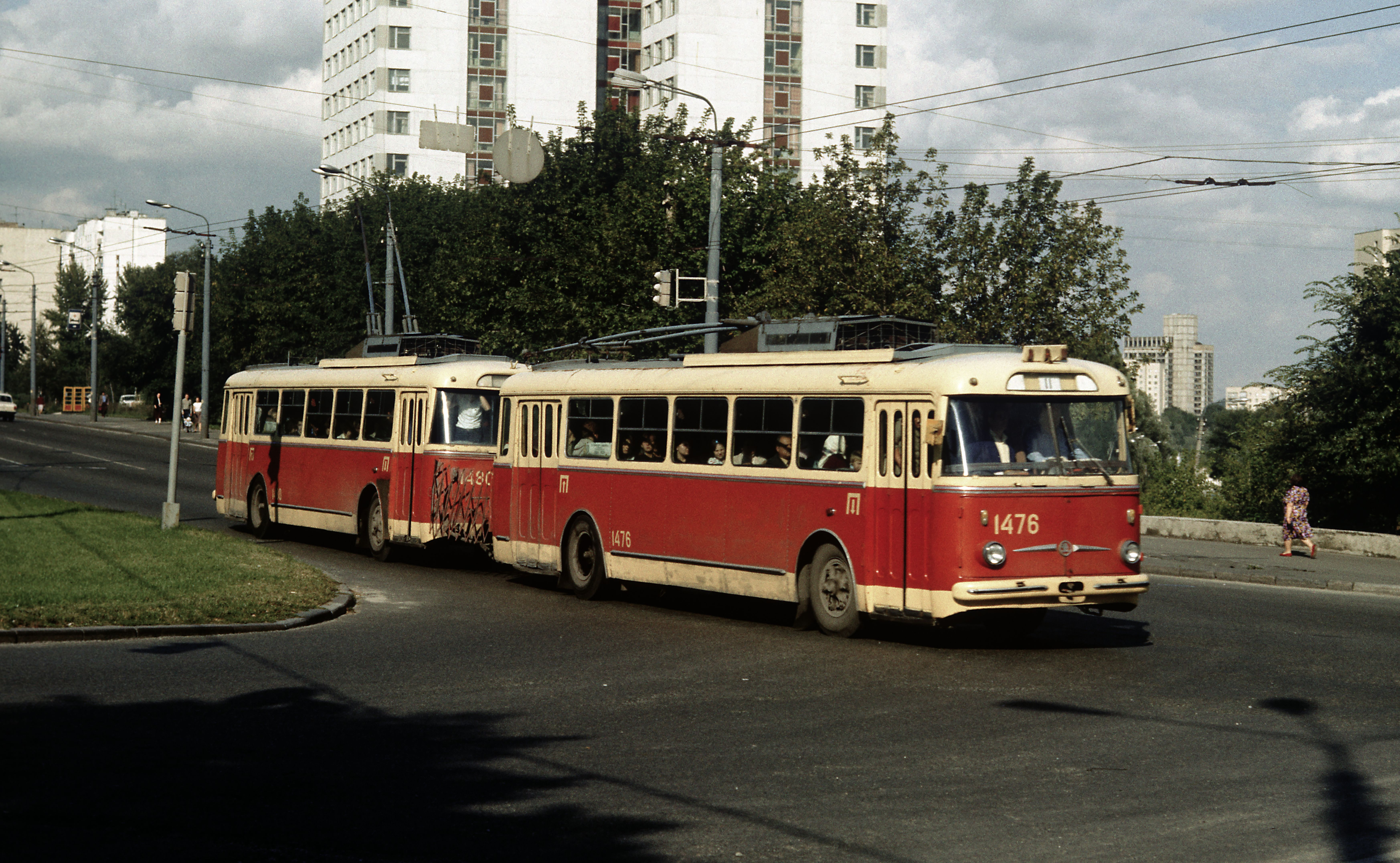
キエフ （総括制御編成）
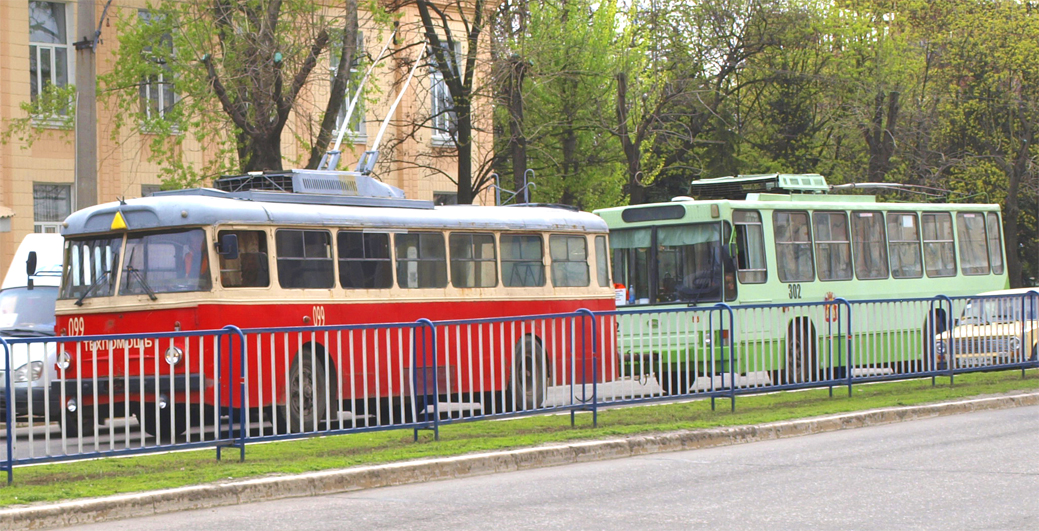
ルハーンシク（左）
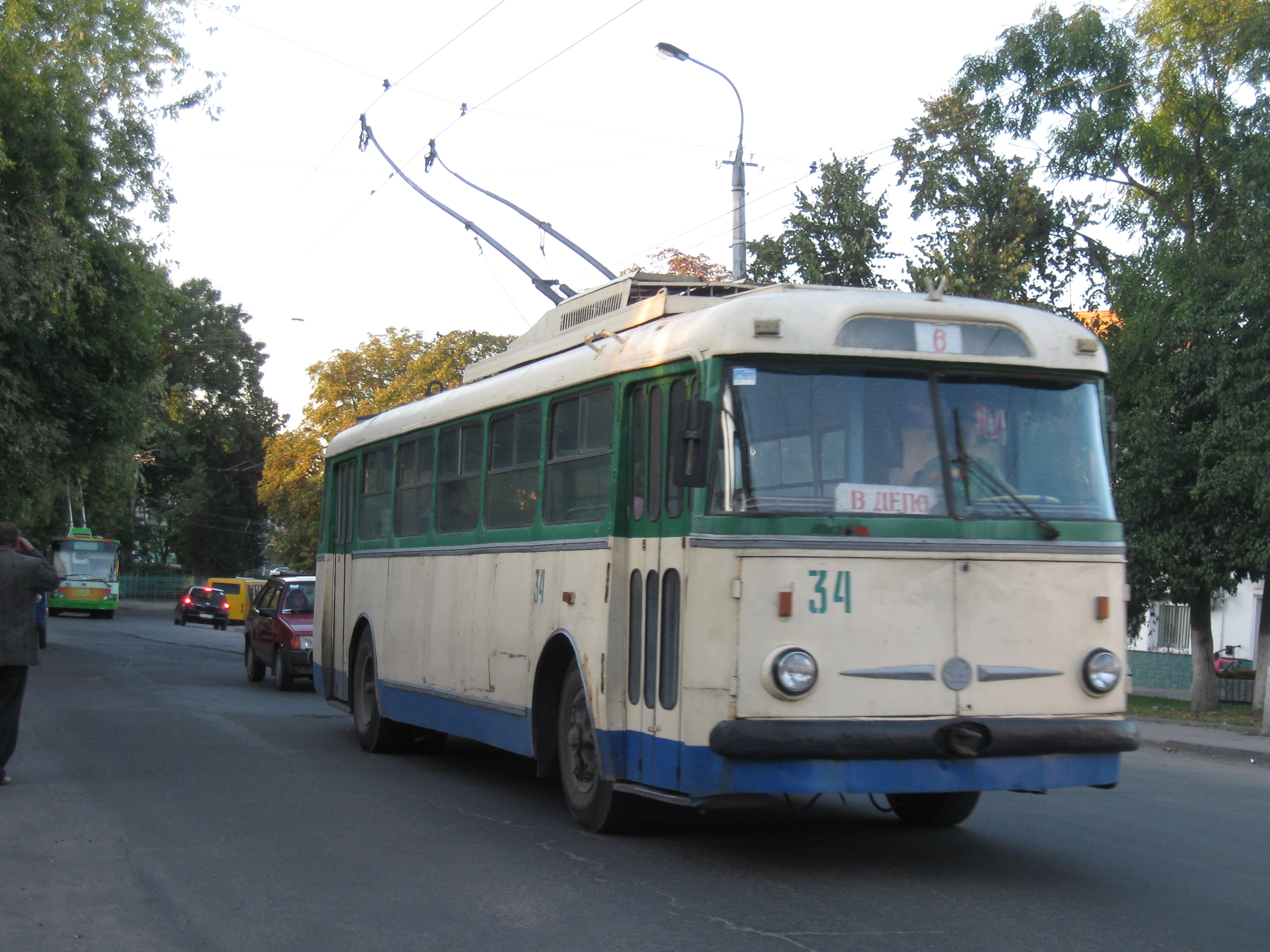
ルーツィク
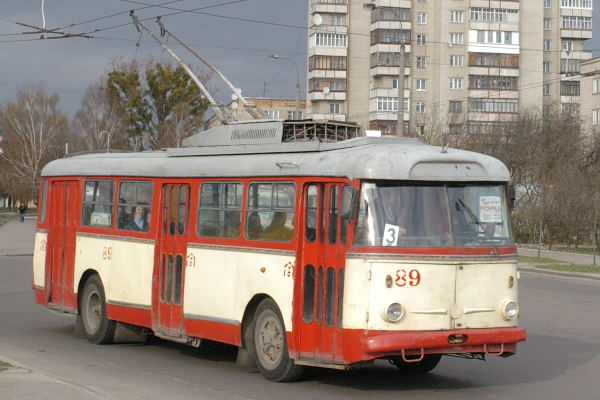
リウネ
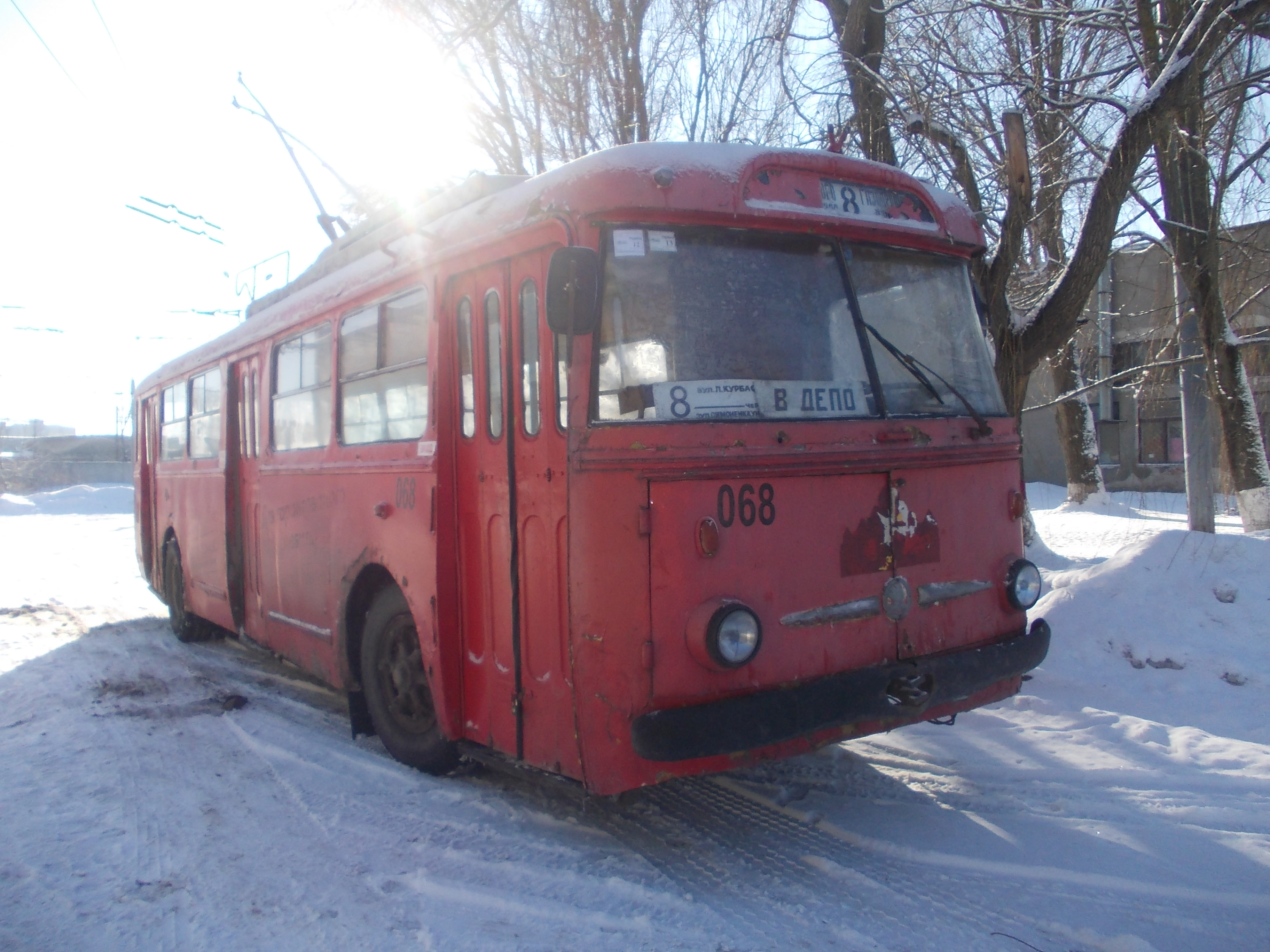
テルノーピリ
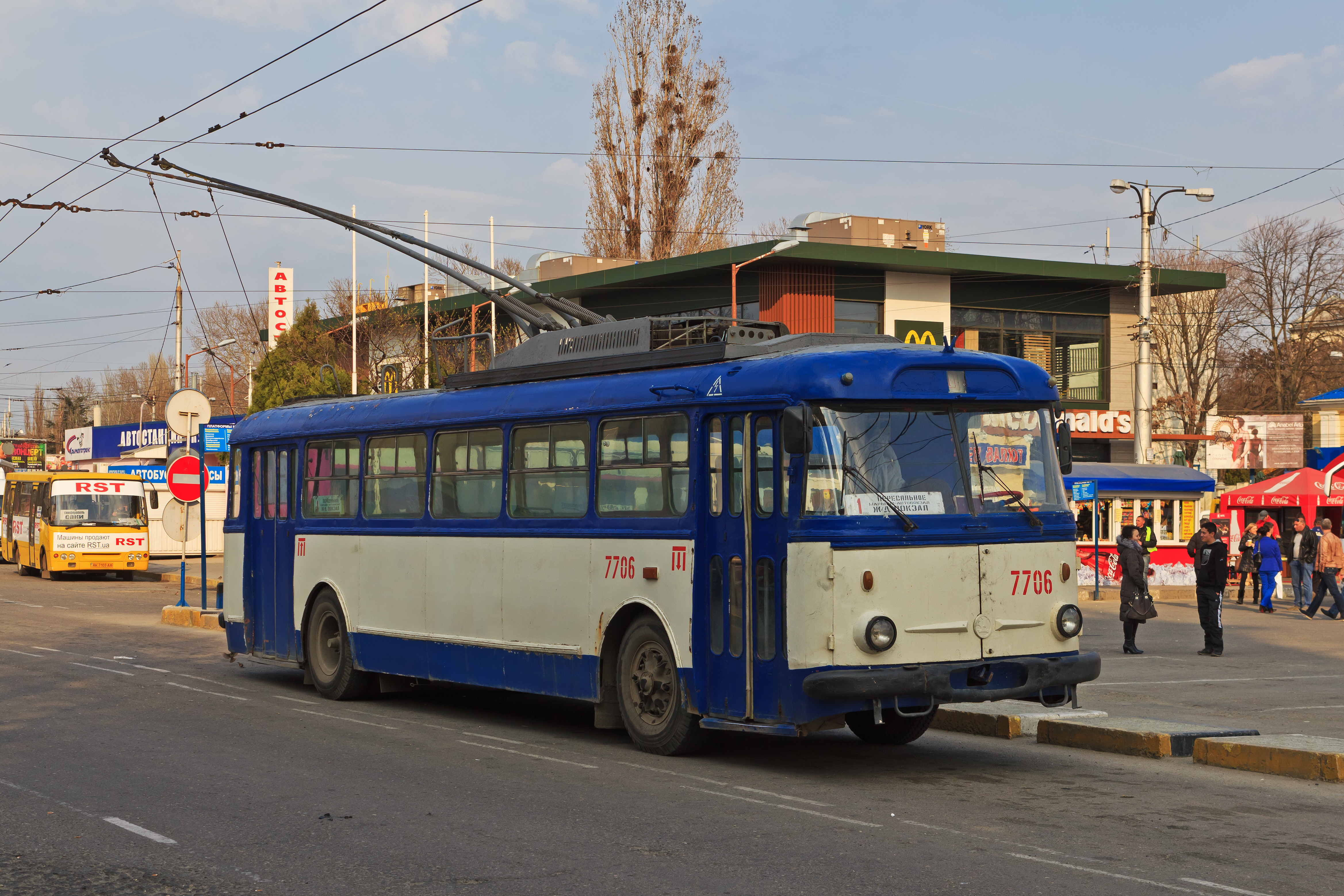
クリミア

### その他

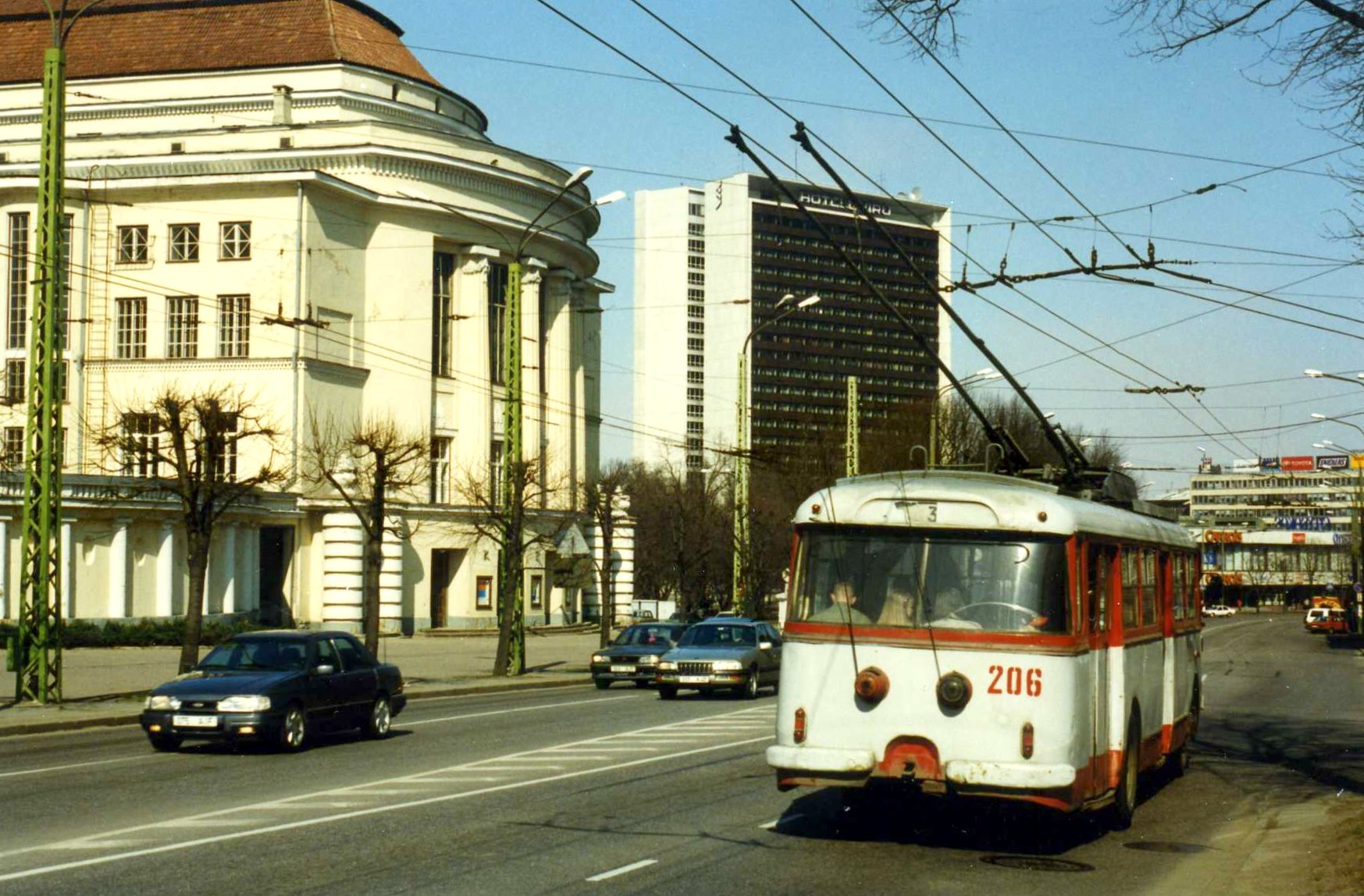
エストニア：タリン
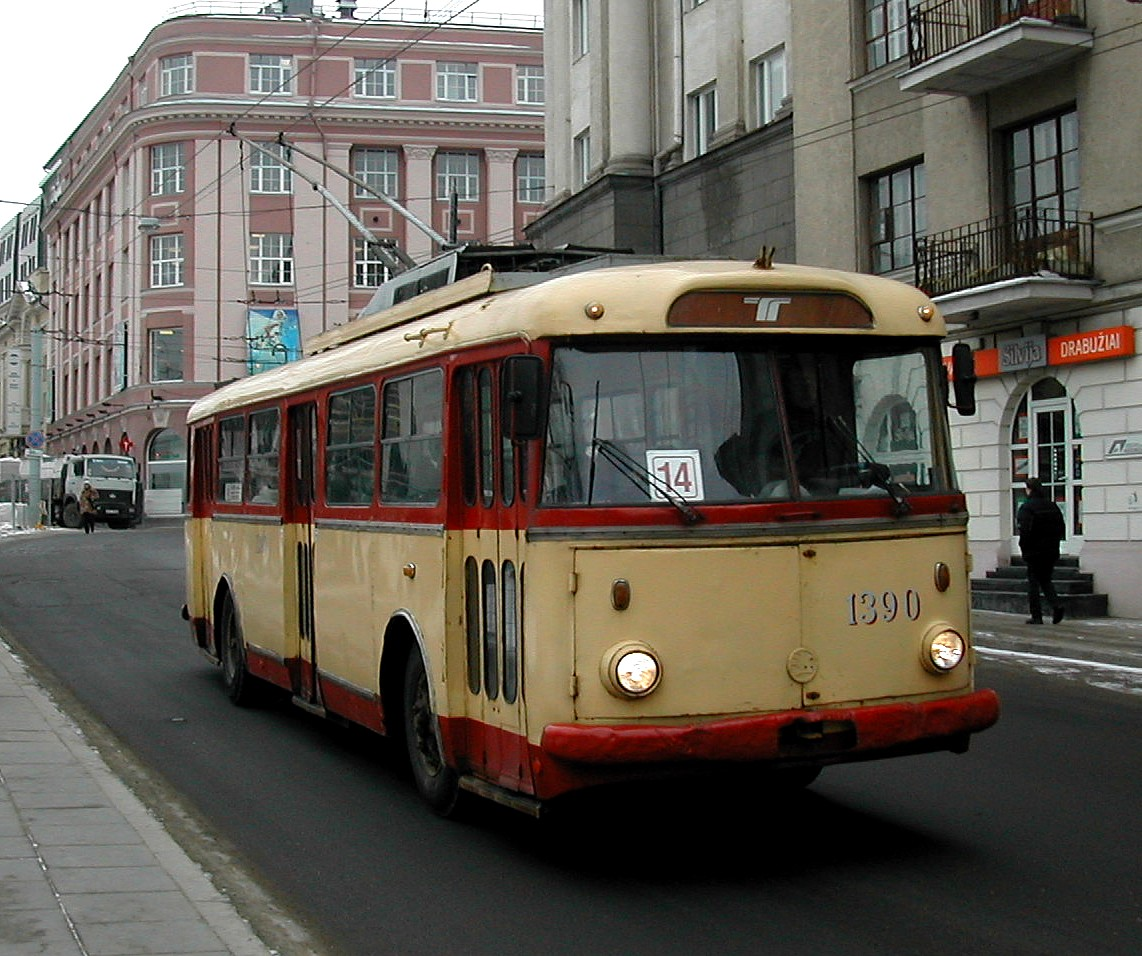
リトアニア：ヴィリニュス
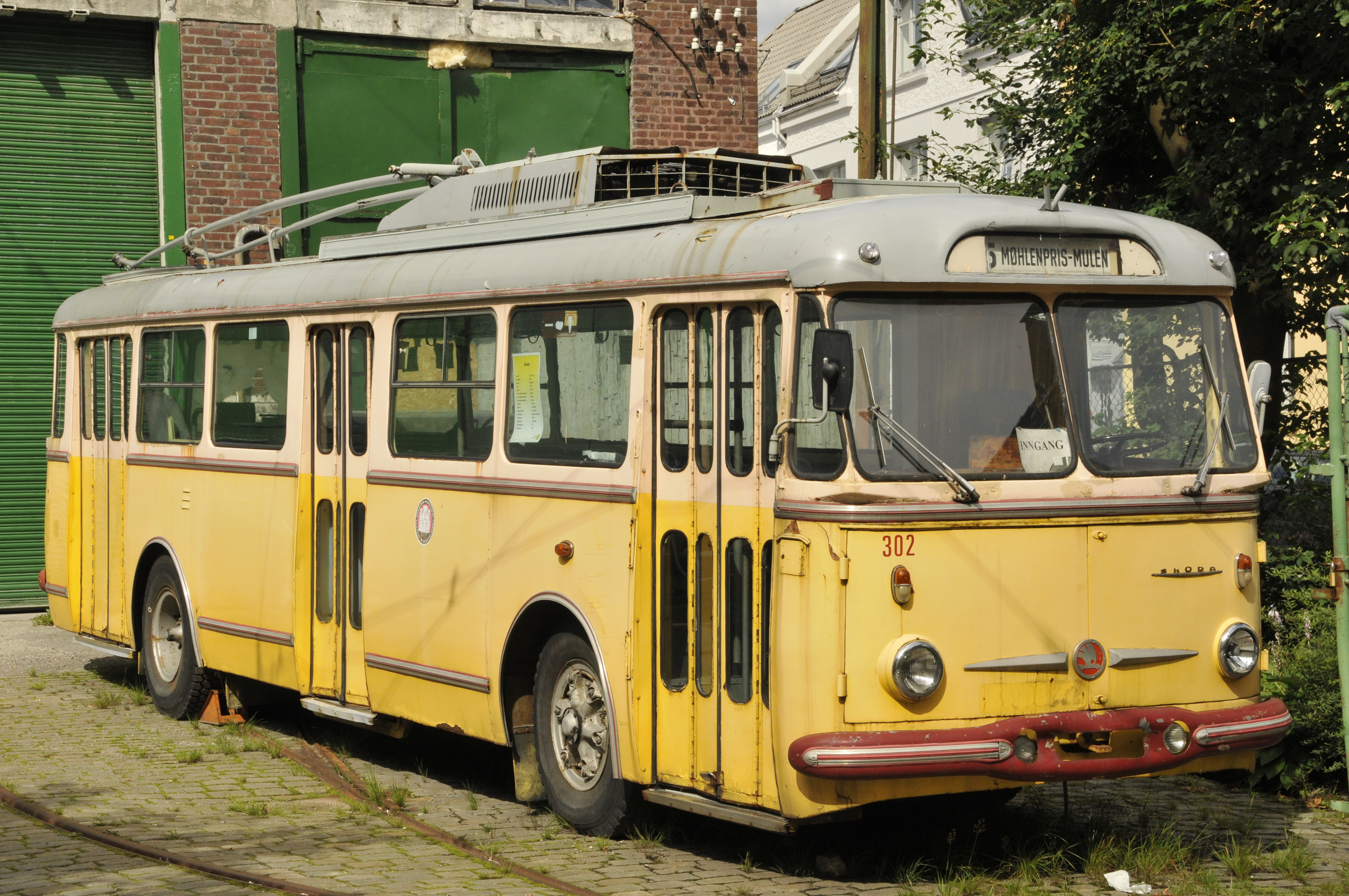
ノルウェー：ベルゲン
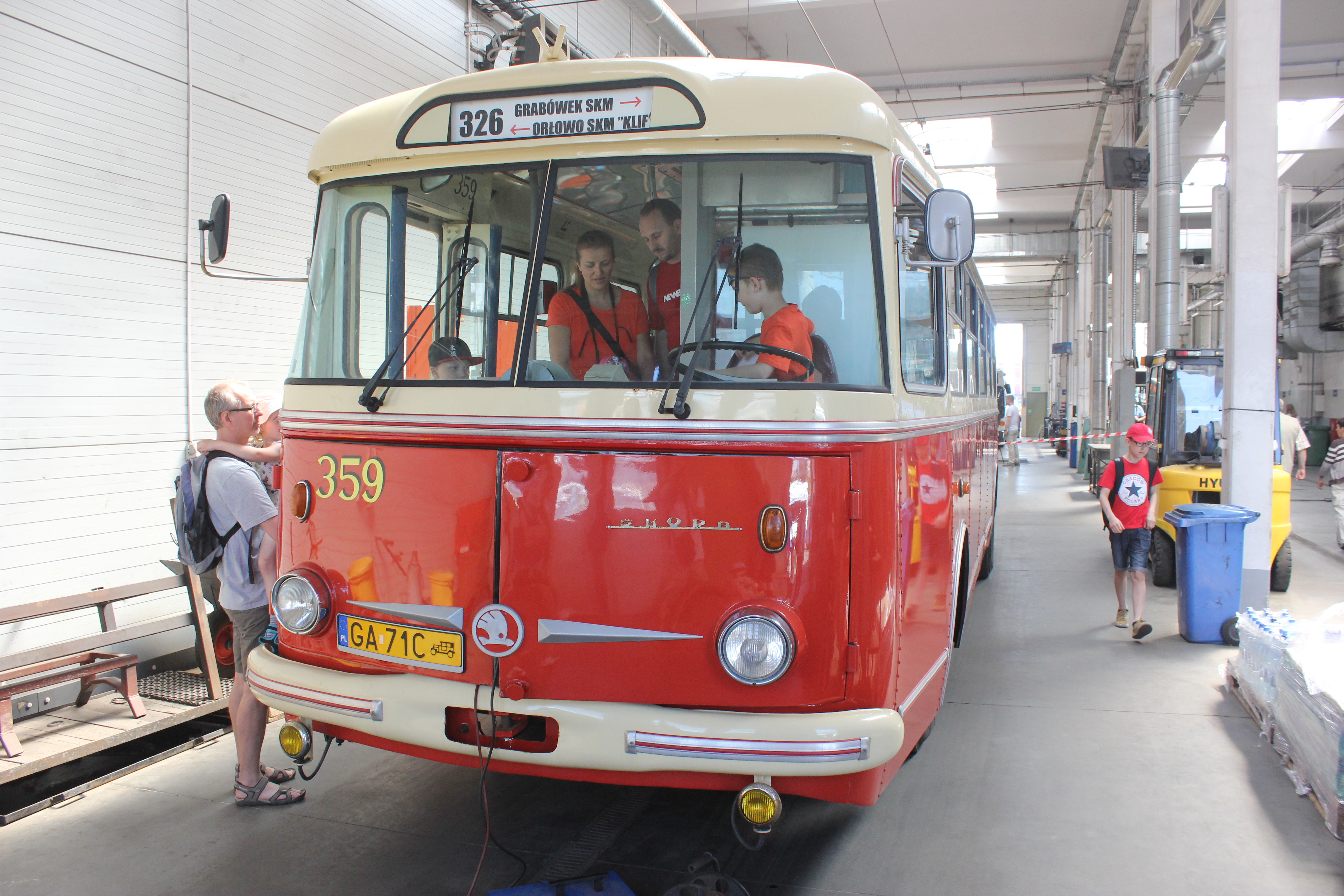
ポーランド：グディニャ
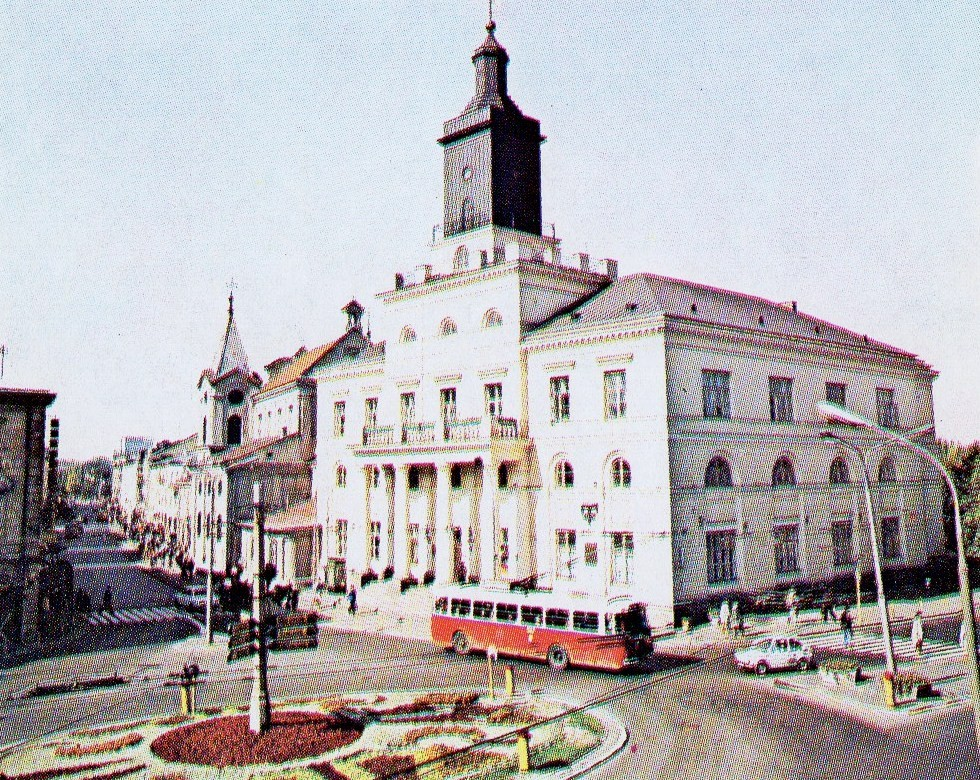
ポーランド：ルブリン
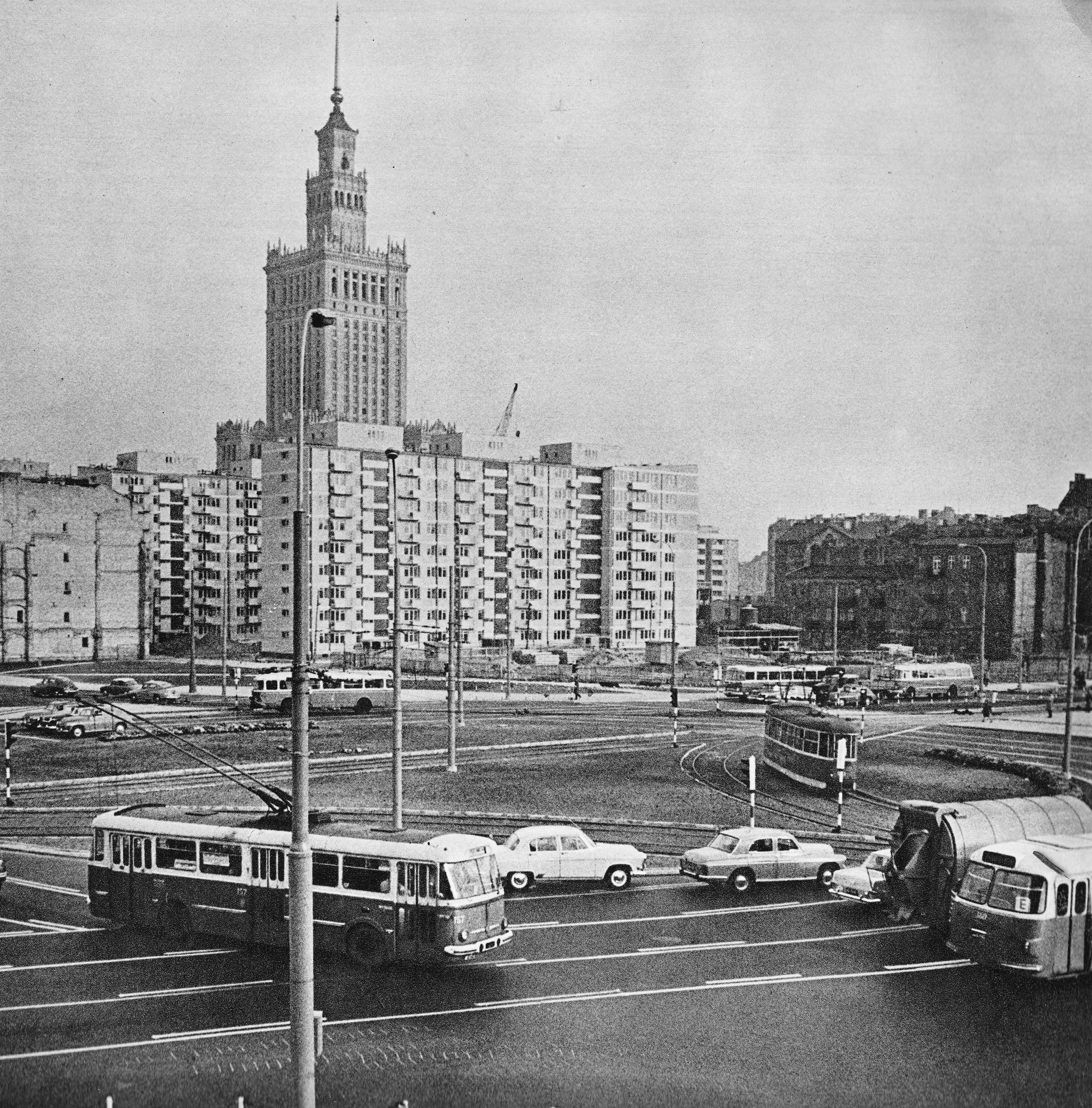
ポーランド：ワルシャワ